# Art verrier

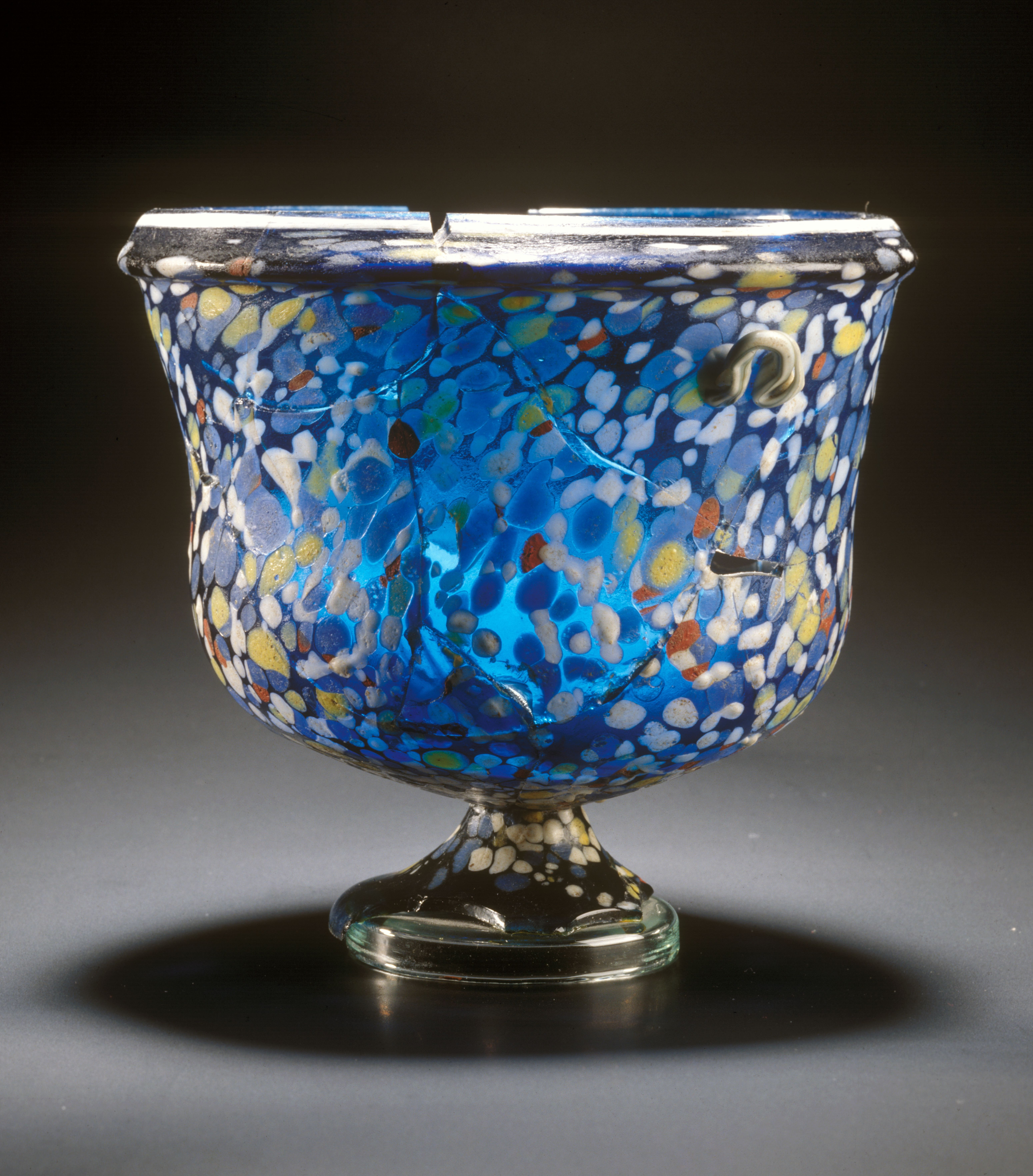
Une coupe datant de l'époque romaine, technique millefiori, venant d'une tombe d'Aemona (actuelle ville de Ljubljana).

L'art verrier consiste en la création d’œuvres d'art réalisées entièrement ou principalement en verre. Leur taille est variable : de l’œuvre monumentale ou de l'installation artistique jusqu'aux tentures ou fenêtres, en passant par les œuvres d'atelier ou d'usine, parmi lesquelles on compte bijoux et couverts.
Le travail du verre, technique à la fois fonctionnelle et décorative, s'est grandement développée en Égypte et en Assyrie. Inventée par les Phéniciens, ce sont les Romains qui donnent à la verrerie une grande importance. Au Moyen Âge, les constructeurs des grandes cathédrales gothiques et normandes emmènent cet art vers de nouveaux sommets avec l'utilisation du vitrail comme élément décoratif et architectural majeur. L'industrie de la verrerie connaît une grande expansion à Venise après le siège de Constantinople en 1204 et l'arrivée de verriers orientaux. En raison de nombreux incendies l'industrie du verre est reléguée sur l'île de Murano à partir de 1291. Le verre de Murano (lagune de Venise), également connu sous le nom de verre de Venise, est le résultat de centaines d'années de raffinement et d'innovations. Aujourd'hui encore, on considère Murano comme le berceau de la verrerie artistique moderne.
Au tournant du XIXe siècle, alors que le soufflage mécanique du verre est en train de remplacer les souffleurs d'ateliers, le mouvement pour la verrerie traditionnelle atteint son point culminant. Tiffany, Lalique, Daum, Émile Gallé, les écoles de Corning, au nord de l'État de New York, et la société Steuben Glass Works élèvent les arts du verre à des niveaux sans précédent.

## Le verre et la mode

### Bijoux

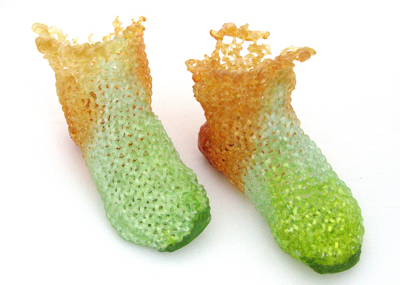
Imperfect for You, par Carol Milne, verre tricoté.

Les premières utilisations du verre furent sous la forme de perles et autres bijoux ou objets décoratifs de taille réduite. Les perles et les bijoux font toujours partie des usages artistiques du verre les plus courants. Un four à verre n'est pas nécessaire.
Les éléments de verre sur les objets d'utilité, tels que les montres à gousset et les monocles, deviennent ensuite à la mode.

### Vêtements et mode
À la fin du XXe siècle, l'on commence à créer des vêtements sur-mesure à base de verre sculpté. Ils sont réalisés sur commande et ajustés au corps du porteur. Ils sont entièrement faits en verre ou presque, et réalisés en donnant une importance primordiale à la coupe et à la souplesse. Le résultat est en général délicat et peu adapté à une utilisation quotidienne.

## Récipients
Les premières œuvres d'art en verre destinées à un usage pratique étaient souvent des récipients. Avec l'évolution du soufflage du verre comme technique artistique, les gobelets et pichets de verre gagnèrent en popularité. Beaucoup de techniques primitives de gravure, de peinture et de façonnement du verre se perfectionnèrent sur de tels récipients. Par exemple, le millefiori est une technique qui remonte au moins à la Rome Antique. Plus récemment, le cristal (verre riche en plomb) a été utilisé dans la fabrication de récipients résonnant à la manière d'une cloche.
Au XXe siècle, les récipients en verre esthétiques sont produits en masse dans des usines.

## Architecture

### Vitraux
Au Moyen Âge, la production verrière s'accroît. On commence à utiliser le verre pour les fenêtres pour les bâtiments. Les vitraux deviennent courants pour les cathédrales et les grands bâtiments publics.

### Façades et structures de verre
L'invention du verre plat et du procédé Bessemer rendent possible l'utilisation du verre pour de larges structures afin de supporter un plus grand poids et d'être produit en plus grande quantité. Un exemple marquant est le Crystal Palace (1851), l'un des premiers bâtiments dont la structure soit principalement faite de verre.
Au XXe siècle, on commence à utiliser le verre dans la fabrication de tables, d'étagères, de murs intérieurs et même de sols.

## Sculpture

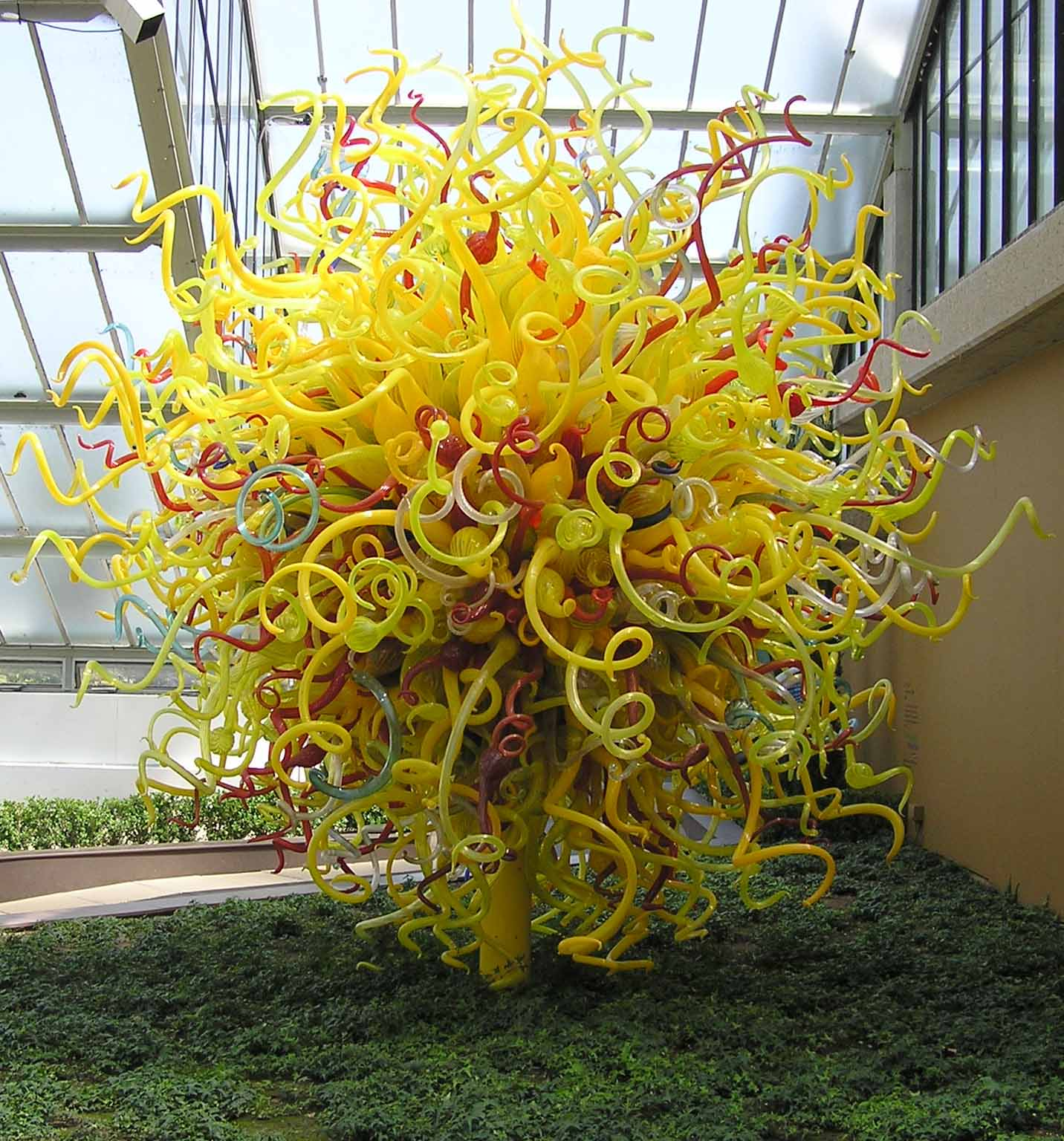
Sculpture de Dave Chihuly, aux jardins de Kew

Les sculptures de verre les plus célèbres sont souvent des structures imposantes, telles que les statues de Livio Seguso, ou de Stanislav Libensky et Jaroslava Brychtova. Citons également Isabel de Obaldía, sélectionnée pour la Biennale de Venise 2024, ou encore René Roubicek, avec "Object" (1960), une œuvre de 52,2 cm soufflée et forgée à chaud, exposée à l'exposition "Design in an Age of Adversity" au Musée du verre de Corning en 2005.

### Art verrier et le Studio Glass Movement (mouvement pour l'art d'atelier)
Au début du XXe siècle, le verre était principalement produit en usine. Même les souffleurs de verre indépendants qui fabriquaient leurs propres œuvres travaillaient dans ces grands bâtiments en commun. Alors, l'art verrier et la fabrication de petites œuvres décoratives souvent accompagnées de motifs et d'objets se développent. Généralement, on appelle ces œuvres issues de petites productions œuvres d'art verrier. Par exemple, les figures façonnées au chalumeau de Stanislav Brychta.
Dans les années 1970, on produisit des motifs adaptés à des fours de taille réduite, ce qui aux États-Unis donna naissance au Studio Glass movement, un mouvement pour l'art d'atelier composé d'artisans verriers qui soufflaient leur verre en dehors des usines, souvent dans leur propre atelier. Ce mouvement coïncide avec l'arrivée de productions plus petites et originales. Il se propage ensuite à d'autres endroits du monde.

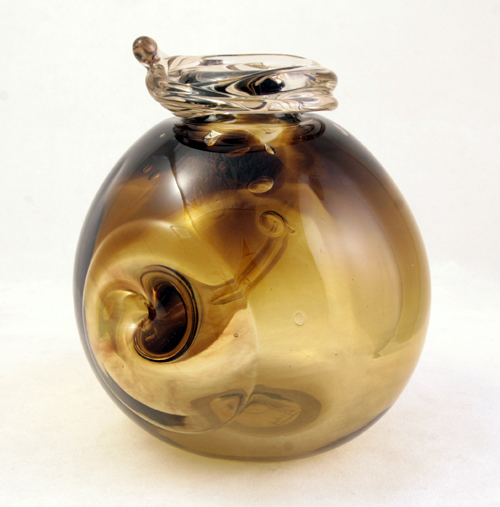
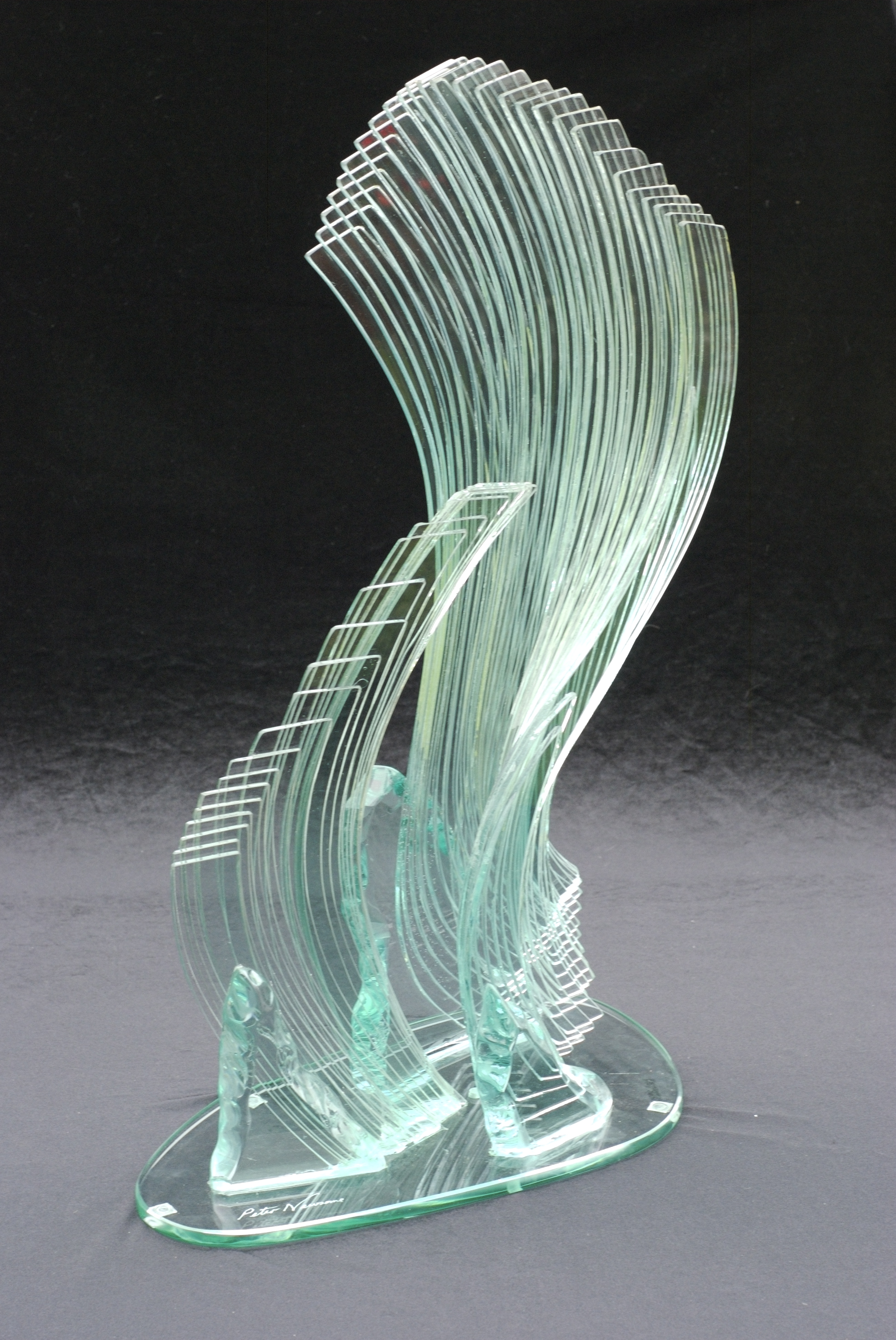
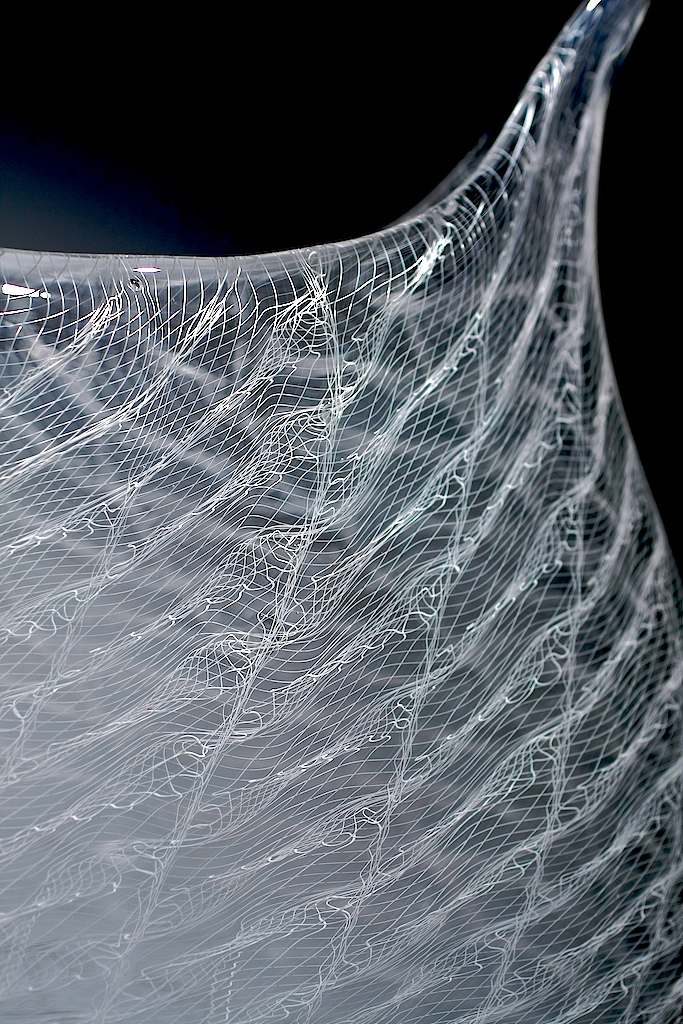
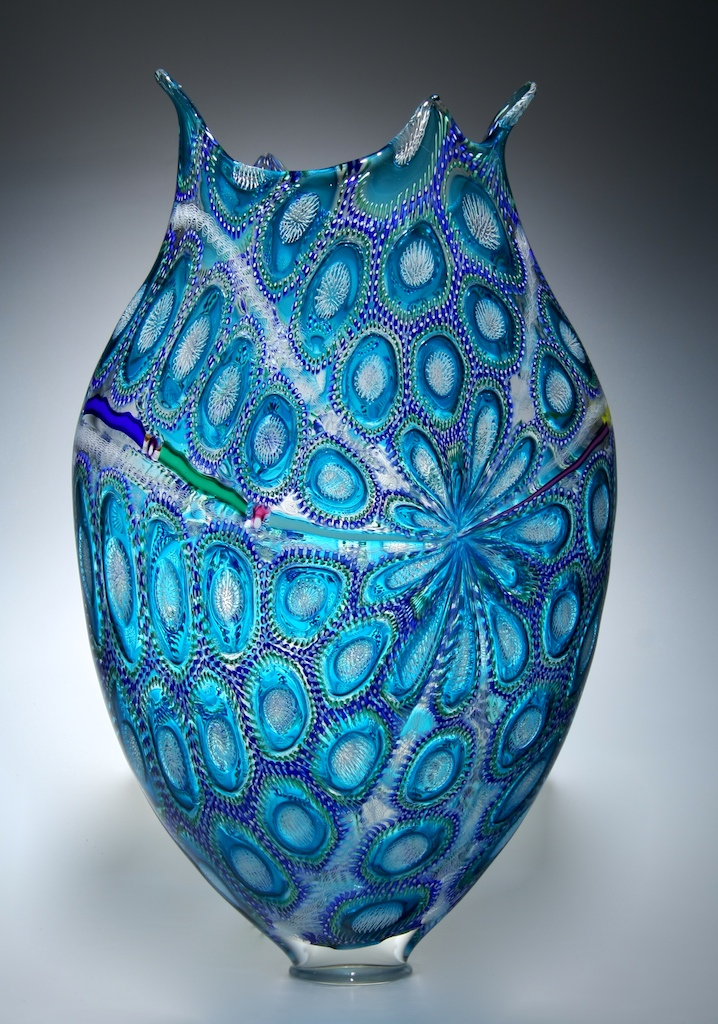
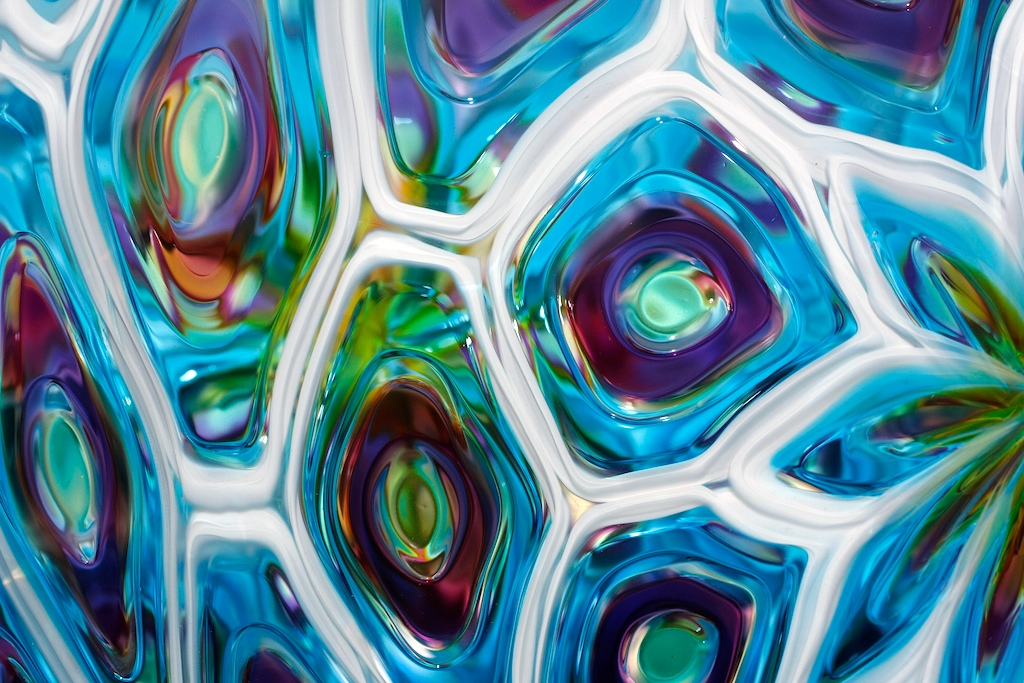
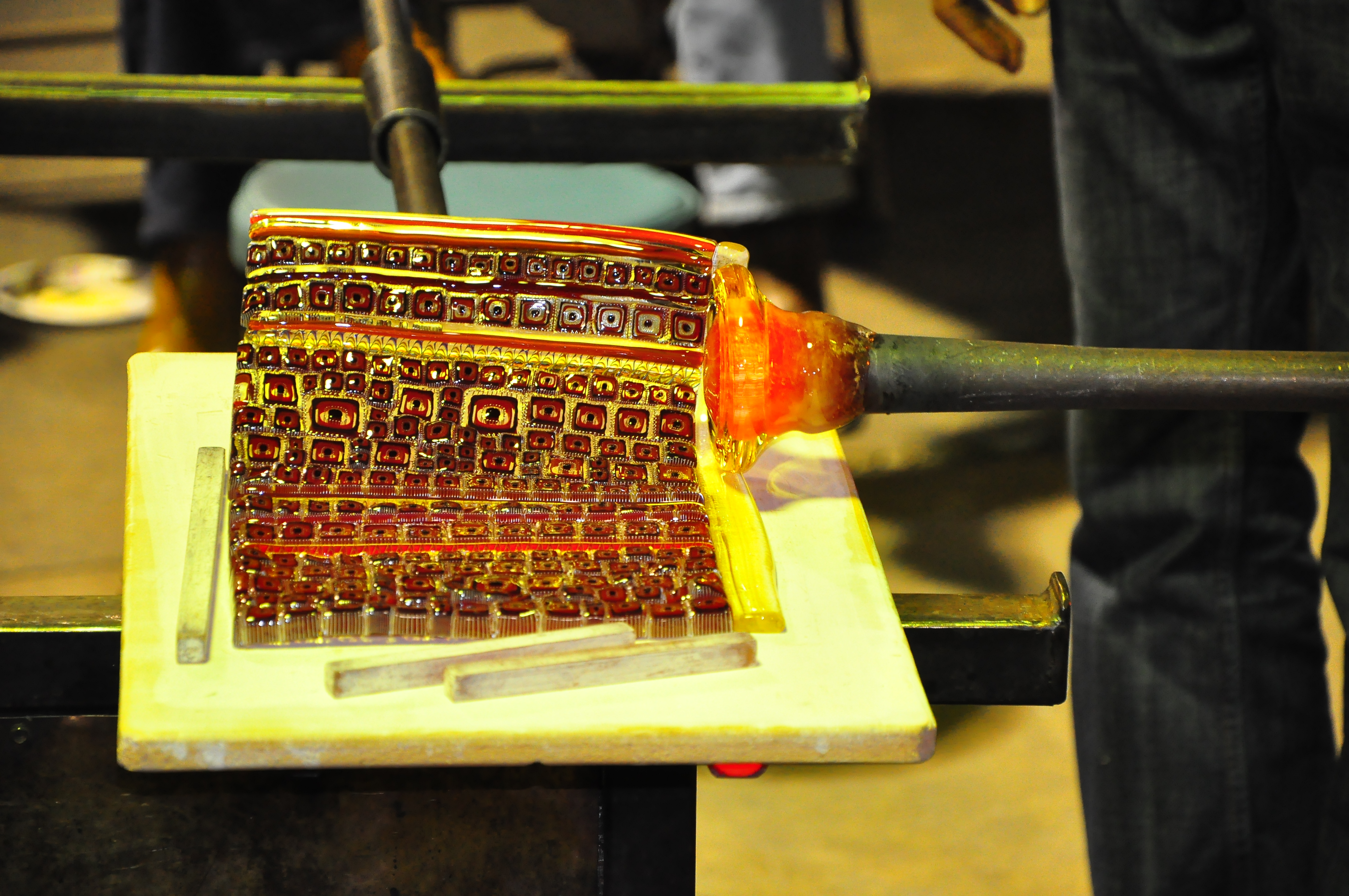

### Surfaces

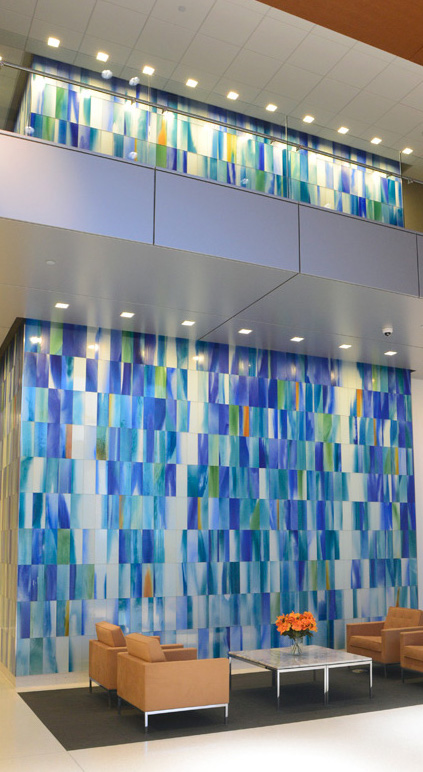

Les surfaces de verres combinent un certain nombre des techniques mentionnées ci-dessus et peuvent atteindre une taille gigantesque. Elles peuvent servir de murs, être installées sur des murs ou être pendues au plafond. On utilise ces grandes surfaces de verre aussi bien en intérieur qu'en extérieur. Souvent, elles sont accompagnées d'un éclairage spécifique.
Parmi les techniques souvent utilisées pour les surfaces, on retrouve le vitrail, la gravure, le dépolissage, l'émaillage, la dorure. L'artiste combine ces techniques grâce à la sérigraphie. On peut également y ajouter des fontaines ou des lumières dynamiques.

## Techniques et procédés
Les techniques les plus courantes dans les arts du verre sont, entre autres : le soufflage, le kiln-casting, la fonte, la pâte de verre, le chalumeau, la sculpture à chaud et à froid. Le travail à froid renvoie à la technique traditionnelle du vitrail ainsi qu'à d'autres méthodes permettant de façonner le verre à température ambiante. On peut également découper le verre à l'aide d'une scie à diamant ou d'une lame de cuivre avec abrasif (il s'agit de la technique employée par Waterford Crystal.)
On grave parfois des motifs dans le verre à l'aide d'acide ou de substances abrasives ou caustiques. Traditionnellement, ce procédé se réalise après le moulage ou le soufflage du verre. Dans les années 1920, on invente une nouvelle technique qui consiste à graver sur le verre alors que celui-ci se trouve encore dans son moule, de façon que le motif se trouve déjà sur la surface du verre lors du démoulage. Cette technique réduisit les coûts de fabrication et, combinée à une ample utilisation de verre coloré, favorisa une verrerie plus abordable dans les années 1930, qui reçut plus tard le nom de "Depression glass" (verre de la Récession). Étant donné que les différents acides utilisés dans ce procédé étaient dangereux, les méthodes employant de l'abrasif à la place gagnèrent en popularité.

### Tricot de verre
Le verre tricoté est une technique développée en 2006 par l'artiste Carol Milne et incorporant les techniques du tricot, de la cire perdue, du moulage et du kiln-casting. Le résultat est une œuvre de verre qui semble avoir été tricotée.

### Impression de verre
En 2015, à travers le projet G3DP, le groupe Mediated Matter and le Glass Lab du MIT produisent un prototype d'imprimante 3D qui pourrait imprimer avec du verre. Les premières œuvres à avoir été reproduites sont des récipients de verre qui faisaient partie de l'exposition Beauty au musée Cooper Hewitt, en 2016.
Théoriquement, l'impression de verre est possible pour des objets de grande et petite taille et peut se réaliser en masse. Cependant, en 2016, l'utilisation n'est pas entièrement automatisée et n'a servi que pour des sculptures uniques.

## Musées

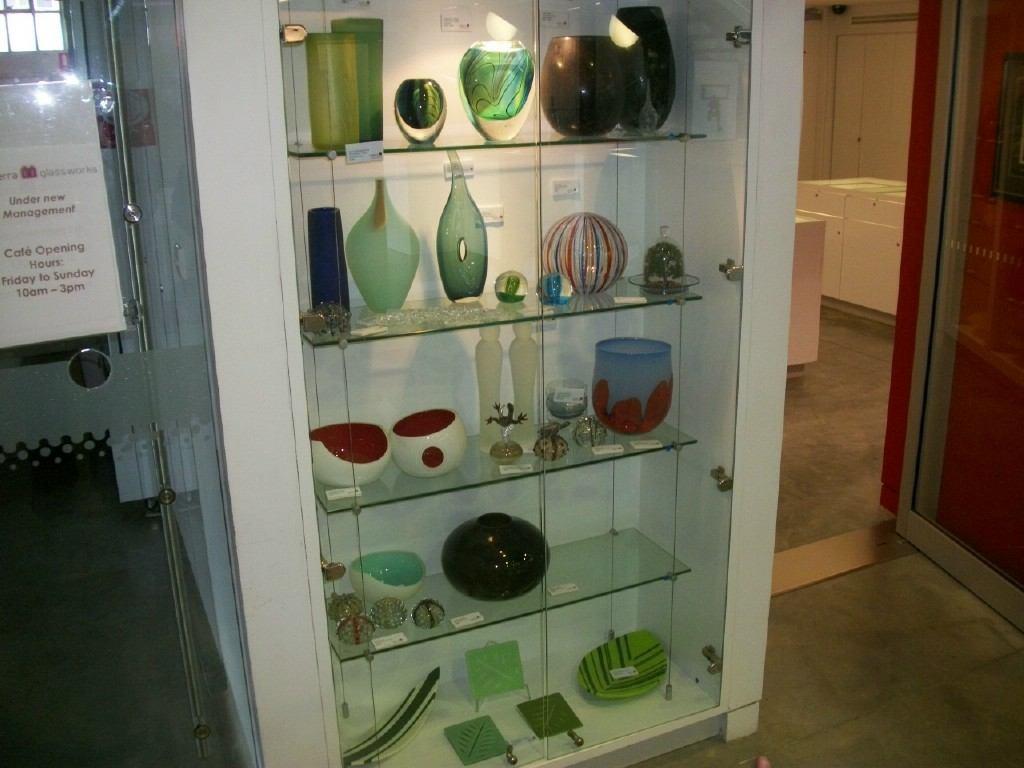
Une exposition au musée Canberra Glassworks, en Australie.

On trouve des collections d'art verrier dans les musées généralistes, mais l'on peut également voir des œuvres modernes dans des musées dédiées au verre et dans des musées d'art contemporain. Par exemple, le musée Chrysler à Norfolk, le Museum of Glass à Tacoma, le musée d'art de Toledo, ainsi que le musée du verre de Corning, qui contient la collection d'art verrier la plus étendue au monde, avec plus de 45,000 objets. Le musée des Beaux-Arts de Boston possède une sculpture de verre haute de 13 mètres, "Lime Green Icicle Tower", de Dale Chihuly. En février 2000, le Smith Museum of Stained Glass Windows, qui se trouve sur la jetée Navy à Chicago, devient le premier musée des États-Unis consacré au vitrail. D'accès gratuit, il contient des œuvres de Louis Comfort Tiffany et de John LaFarge.
Le Harvard Museum of Natural History possède une collection de fleurs en verre, peintes de façon extrêmement détaillée et façonnées au chalumeau par Léopold et Rudolf Blaschka, qui n'ont jamais révélé la méthode employée dans la fabrication de ces fleurs. Celles-ci restent aujourd'hui une source d'inspiration pour les artisans verriers.
Le musée britannique du National Glass Centre se trouve dans la ville de Sunderland.